# 李溫 (天順進士)
李溫（1434年—？），字景和，北直隸順天府通州漷縣人，明朝政治人物。

## 生平
順天鄉試第一百九十三名舉人，天順四年（1460年）中式庚辰科會試第九十三名，二甲第二十三名進士。

## 家族
曾祖李萬，萬戶；祖父李太，贈昭信校尉；父李興。